# 일본판 토마호크 미사일
일본판 토마호크 미사일은 일본이 개발중인 장거리 지대지 순항미사일이다.

## 역사
2017년 7월 4일, 조선민주주의인민공화국은 화성-14형 ICBM 시험발사에 성공했다고 발표했다. 방현비행장 인근에서 발사되었으며, 미사일 발사정점고도는 2802 km, 비행거리 933 km로 39분간 비행하여 동해상 목표에 정확히 떨어졌다.
2017년 9월 3일, 북한이 북한 6차 핵실험을 실시했다. 도널드 트럼프 대통령은 6차 핵실험에 대한 대응조치로, 한국에는 현무-4 개발을 승인하고, 일본에는 토마호크 미사일 개발을 승인했다.
2017년 11월 29일, 북한이 화성-15형 ICBM 발사에 성공했다. 1957년 소련의 ICBM 개발로 인해 미국 동부 뉴욕, 워싱턴이 위협받음에 따라, 영국, 프랑스가 독자 핵무장을 취할 수 밖에 없었는데, 화성-15형으로 미국 동부 뉴욕, 워싱턴이 위협받음에 따라, 한국과 일본에 대한 미국 핵우산이 무력화되었다는 분석 보도가 있었다.
미군의 토마호크 미사일처럼 레이더에 잘 걸리지 않게 하고 정밀유도 기능을 갖출 예정이다. 사정거리는 300㎞ 이상으로 차량이나 호위함, 초계기에서도 발사할 수 있게 할 예정이다. 2022년까지 시제품을 완성한다는 목표다. 일본 방위성 내에서는 추진 중인 대지 순항미사일을 '일본판 토마호크'로 부르고 있다.
스텔스 기능을 높여 토마호크보다 레이더망을 잘 통과하고 비행 도중 진로를 바꿀 수 있는 등 요격을 어렵게 하는 기능도 검토하고 있다.
적 기지 공격능력 보유는 자위대가 적의 공격을 받을 때만 방위력 행사가 가능하도록 제한한 기존의 헌법 해석을 전면적으로 부정하는 것이다.

## IRBM
2019년 8월 8일, 미국 수도 워싱턴의 민간 연구기관인 전략예산평가센터(CSBA)는 보고서에서 사거리 3000~5500km인 신형 중거리 탄도탄 조달에 개당 2100만 달러, 독립 운용체계 개발의 경우 11억 달러가 소요될 것으로 전망했다. 사거리가 1000~2999km에 달하는 지상용 준중거리 토마호크 순항미사일의 경우 개당 140만 달러, 독립 운용체계의 경우 1억 달러 미만이 소요될 것으로 예상했다. 이밖에 핵탄두 장착 이중 능력 개발 경우 추가 비용이 들 것으로 내다봤다.
2020년 6월 20일, 마이니치는 "미국과 러시아 사이의 중거리핵전력 조약(INF 조약)이 폐지됨에 따라 미국은 동아시아에 중거리 미사일 배치를 검토"한다며 "일본에 (미군 미사일을) 배치하는 것뿐만 아니라 자위대의 지상 발사형 중거리 미사일 보유도 물밑에서 협의되고 있다"고 보도했다.
즉, 미국은 토마호크를 일본에 수출하고, 일본이 독자적으로 일본판 토마호크를 개발할 것이다. 미국은 신형 중거리 탄도탄을 일본에 배치하고, 일본에 수출도 할 것이다.